# هجرین (روستا)
 هجرین  به عربی ( الهجرین  ) دهستای است در وادی (دوعن) وأعمال (الکسر)، در ناحیهٔ (بنی صقع)، ازتوابع استان حضرموت در کشور یمن در شبه جزیره عربستان است. 

## جمعیت
جمعیت آن (۴۶۹ ) نفر (۱۳ خانوار) می‌باشد.

## منبع
- المقحفی، ابراهیم، احمد ، (مُعجَم المُدُن وَالقَبائِل الیَمَنِیَة) ، منشورات دار الحکمة، صنعاء، چاپ پنجم، وانتشار سال ۱۹۸۵ میلادی به (عربی).